# Авеню гигантов
Авеню гигантов (англ. Avenue of the Giants) — устоявшееся название автодороги SR 254, расположенной в округе Гумбольдт (штат Калифорния, США).

## Описание
Дорога фактически является туристским маршрутом, так как она проходит через леса очень высоких секвой, растущих в парке штата Гумбольдт-Редвудс. Значительная часть дороги проходит вдоль живописной реки Ил (третьей по величине реки Калифорнии) и её притока Саут-Форк-Ил. Длина «Авеню» составляет 50,847 километров, движение по ней открыто было 27 августа 1960 года, до этого она являлась частью шоссе US-101. Дорога имеет по одной полосе движения в каждую сторону, вдоль обочин во множестве оборудованы места для остановок и отдыха. Остановившиеся автолюбители могут посетить «дерево, сквозь которое может проехать автомобиль», «городок хоббитов», «домик в дереве». C 1972 года по «Авеню» ежегодно в мае проводится марафон. С юга на север дорога проходит через следующие поселения:
- Филлипсвилл[англ.]
- Миранда[англ.]
- Майерс-Флэт[англ.]
- Бёрлингтон
- Уиотт[англ.]
- Редкрест[англ.]
- Пеппервуд
- Стаффорд

## См. также

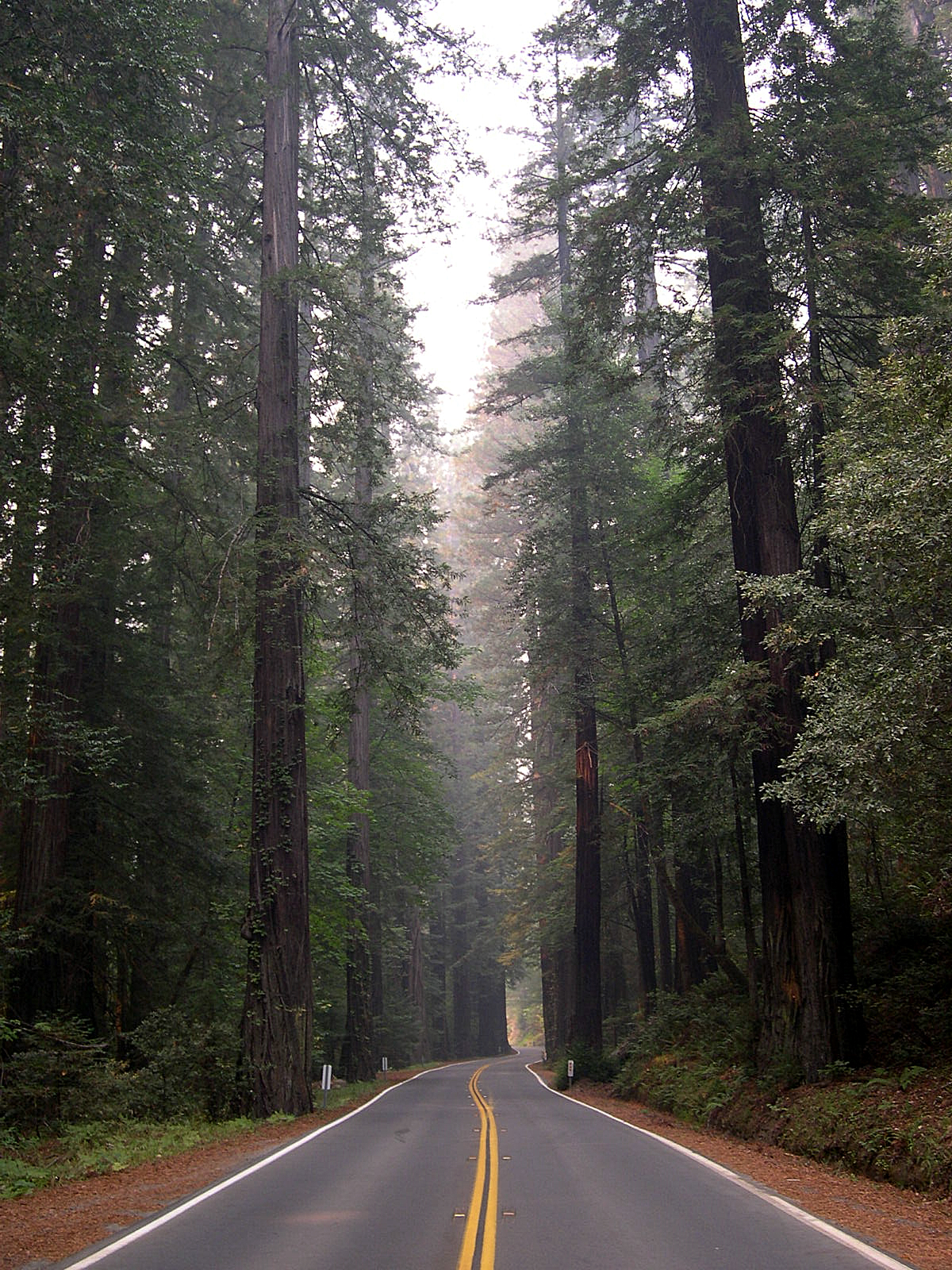
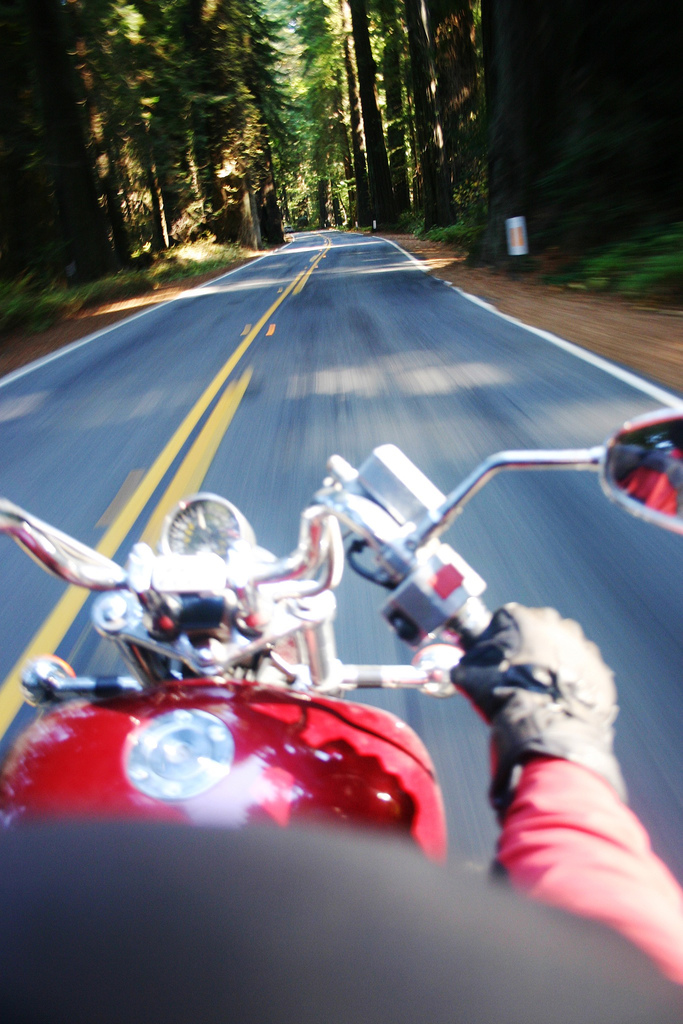